# Могориш
Могориш је био данак који је Дубровачка република плаћала кнезовима Требиња и Захумља за коришћења вингорада на њиховом подручју.
Византијски цар и историчар Константин VII Порфирогенит забиљежио је овај први дубровачки трибут, по коме је Дубровник плаћао закуп од 36 златника кнежевима Требиња и Захумља. Од Константиновог помена до повеље српског краља Стефана Радослава из 1234. године, данак се уопште не помиње. У Радославовој повељи помиње се хумски и требињски данак под називом могориш. Дубровник је требињски данак исплаћивао за жрновичке винограде, а хумски за Ријечку жупу и затонске винограде. Српски краљ Стефан Владислав ослободио је Дубровник требињског данка, док су хумски данак и даље морали плаћати власници посједа у Ријечкој жупи и Затону. Почетком 14. вијека данак су примали Дедићи из жупе Попово поље. Након што је босански бан Стефан II освојио Хум 1326. године тражио је да Дубровник њему исплаћује могориш, али су Дубровачни то одбили са образложењем да Могориш припада Дедићима.
Као владари Попова поља могориш су примали Владислав и Богиша Николић, затим жупан Санко Милтеновић. Након слома Санка Милетовића, данак је припао Стефану Твртку I. Од тада је данак исплаћиван или владарима Босне или владарима Поповог поља.